# Alen Omić
Alen Omić, né le 6 mai 1992 à Tuzla en Bosnie-Herzégovine, est un joueur slovène de basket-ball. Il évolue au poste de pivot.

## Biographie
En janvier 2017, Omić est prêté à l'Unicaja Málaga par l'Anadolu Efes. Il est remplacé à l'Efes par Alex Kirk.
Omić part jouer à l'Hapoël Jérusalem au début de la saison 2017-2018 puis rejoint l'Étoile rouge de Belgrade en janvier 2018. Son contrat dure jusqu'à la fin de la saison 2017-2018.
En septembre 2018, Omić rejoint le Budućnost Podgorica qui participe à l'Euroligue. Il quitte le club en janvier pour rejoindre l'Olimpia Milan et pallier l'absence sur blessure de Kaleb Tarczewski.
Omić rejoint la Joventut Badalona pour la saison 2019-2020 du championnat espagnol.
Le 11 septembre 2020, il s'engage avec la JL Bourg pour la saison 2020-2021 de Jeep Élite et d'EuroCoupe.
En novembre 2021, Omić rejoint le KK Cedevita Olimpija, club slovène, jusqu'à la fin de la saison.
Omić s'engage avec les Metropolitans 92 en novembre 2023. Meilleur joueur en évaluation (21,4) et au rebond (10,1) de la Betclic Élite, il quitte le club le 5 février 2024,. 

## Palmarès

### En club
- Vainqueur de la Coupe de Slovénie en 2013 et 2022 avec l'Union Olimpija.
- Vainqueur de la SuperCoupe de Slovénie (en) en 2013 et 2014 avec l'Union Olimpija.
- Vainqueur de l'EuroCoupe en 2017 avec l'Unicaja Málaga.
- Champion de Serbie en 2018 avec l'Étoile rouge de Belgrade.

### Distinctions personnelles
- Nommée dans l'équipe All-Star du championnat slovène en 2012, 2014 et 2015.
- Nommé dans la All-EuroCup First Team en 2016.
- MVP des finales du championnat serbe en 2018.
- Meilleur rebondeur de la saison 2019-2020 du championnat espagnol avec 7,7 rebonds par match.
- Meilleur rebondeur de la saison 2020-2021 du championnat français avec 9,1 rebonds par match[11].